# Palazzo del Consiglio regionale della Sardegna
Il Palazzo del Consiglio regionale della Sardegna, ad opera di Mario Fiorentino, si caratterizza per il forte contributo portato alla struttura da Costantino Nivola, con l'installazione di numerose sue statue e il progetto dell'assetto urbanistico dello spazio sottostante.

## Storia
Inaugurato nel 1988, l'edificio permette al Consiglio regionale di trovare la sua sede definitiva.
Nel 1949, anno dell'istituzione della Regione autonoma della Sardegna, l'assemblea trova sede nel palazzo regio in Castello, ma ben presto si denota la necessità di uno spazio nuovo in cui fossero riuniti gli uffici e la sala delle riunioni.
Nel 1963 viene scelta un'area in parte interessata dai bombardamenti del 1943 fra via Roma e via Cavour, e viene presentato un progetto di Mario Fiorentino; tuttavia il progetto viene rifiutato dal Comune di Cagliari in quanto l'edificio avrebbe impedito la visione del Castello.
Con una leggera modifica al progetto, il 13 dicembre 1988 viene inaugurata la nuova sede, nonostante le numerose contestazioni espresse anche da importanti personalità (fra cui spicca il sindaco Paolo De Magistris) per il pesante impatto urbanistico di una struttura modernissima nel contesto del quartiere storico della Marina.

## Architettura
A causa del rifiuto da parte del Comune del progetto presentato da Mario Fiorentino, vengono apportate alcune modifiche che ne hanno consentito la costruzione, come l'abbassamento del corpo centrale. Occupando uno spazio di 3.200 m², l'edificio si presenta oggi con una facciata caratterizzata da una intelaiatura in cemento armato e vetro oscurato su Via Roma, per un'altezza di sei piani, il lato su via Cavour presenta invece cinque piani, e interessante al livello architettonico si presenta l'aula consiliare, al centro della struttura e sospesa sopra a Via Sardegna, consentendone il passaggio pedonale.

Caratterizza l'opera l'intervento di Costantino Nivola, che ha promosso la realizzazione della pavimentazione in granito, da lui definito lago salato, per integrare al meglio le sue opere nello spazio sottostante la struttura, a tutti gli effetti una piazza.

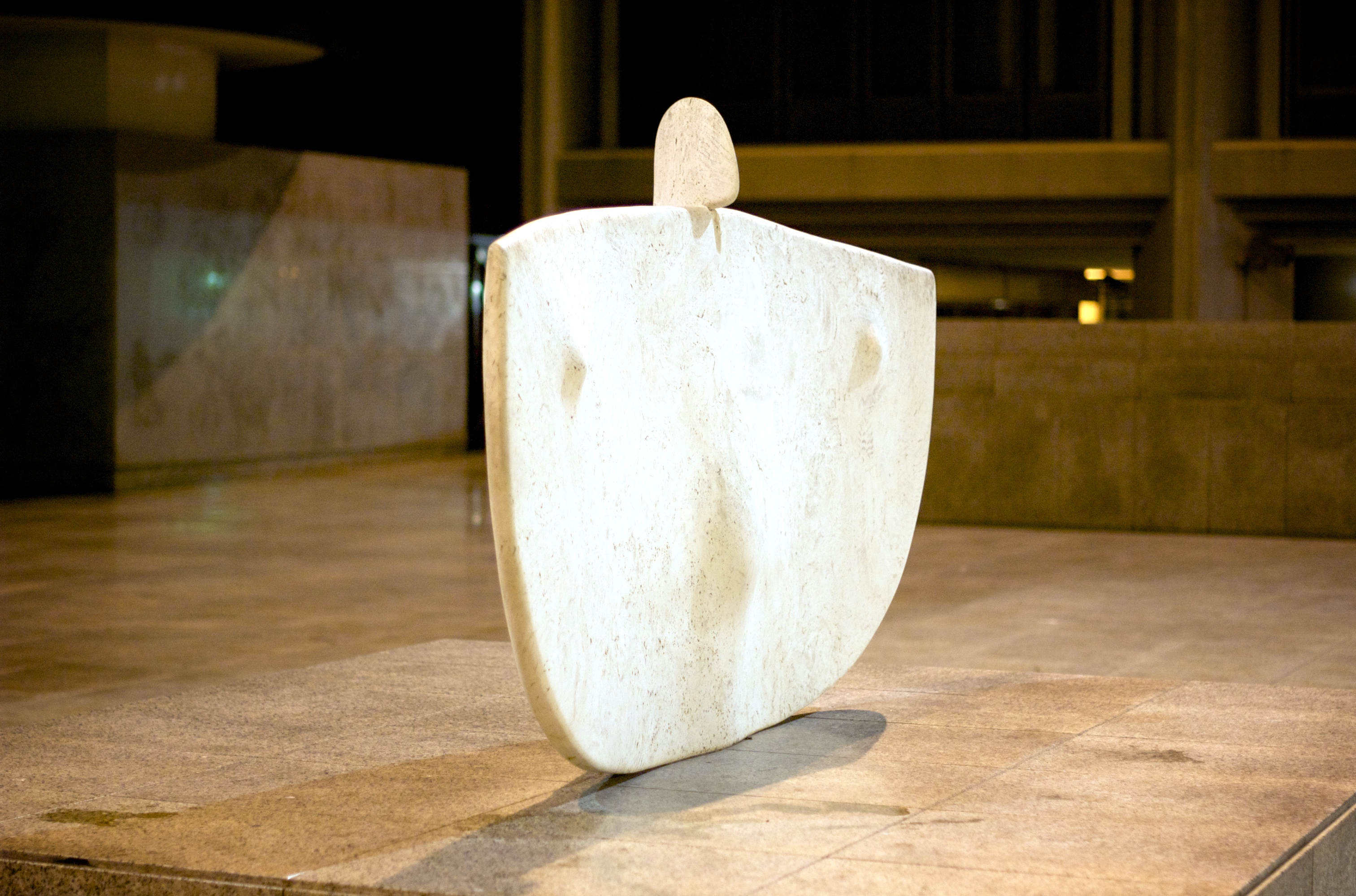
Una delle sculture di Nivola.